# Ortalis ruficauda
Ortalis ruficauda là một loài chim trong họ Cracidae.